# Piper suffrutescens
Piper suffrutescens är en pepparväxtart som beskrevs av C. Dc.. Piper suffrutescens ingår i släktet Piper och familjen pepparväxter. Inga underarter finns listade i Catalogue of Life.